# Cardiophorus williamsi
Cardiophorus williamsi is een keversoort uit de familie kniptorren (Elateridae). De wetenschappelijke naam van de soort is voor het eerst geldig gepubliceerd in 1925 door Mutchler.